# Chocolate (film, 2008)
Pour les articles homonymes, voir Chocolate.
Pour plus de détails, voir Fiche technique et Distribution.
Chocolate (thaï : ช็อคโกแลต) est un film thaïlandais d'arts martiaux de Prachya Pinkaew, sorti en 2008.

## Synopsis
Zen, une jeune autiste qui a développé un savoir particulier dans les arts martiaux aide sa mère atteinte d'un cancer à récupérer des créances de membres de l'organisation « Numéro 8 ».

## Fiche technique
- Titre original : Chocolate (ช็อคโกแลต)
- Réalisation : Prachya Pinkaew
- Scénario : Napalee, Chukiat Sakveerakul
- Musique :  Nimit Jitranon, Rochan Madicar, Korrakot Sittivash
- Décors : Rachata Panpayak
- Montage : Rashane Limtrakul et Pop Surasakuwat
- Pays d'origine :  Thaïlande
- Langues : Thaï, Japonais, Anglais
- Genre : Action, arts martiaux
- Durée : 110 minutes
- Date de sortie
  -  Thaïlande : 7 février 2008[3]

## Distribution
- Yanin Vismitananda : Zen[4],[5],[6]
- Hiroshi Abe : Masashi
- Pongpat Wachirabunjong : No 8
- Taphon Phopwandee : Mangmoom "Moom"
- Ammara Siripong : Zin
- Dechawut Chuntakaro : Priscilla
- Hirokazu "Hero" Sano : Ryo
- Sirimongkol Singwangcha : champion de boxe thaï
- Su Jeong Lim : Su Jeong Lim, championne de kick-boxing